# Johan Silfverstierna
Johan Silfverstierna, ursprungligen Månsson, född 15 juni 1604 i Sankt Nicolai socken, död den 1 juni 1660, var en svensk häradshövding och ämbetsman. 
Om Johan Silfverstiernas ursprung är inget säkert känt. Vissa sägner hävdar att han skall ha varit torparson från Ludgo socken eller Nygård. Andra uppgifter från 1700-talet anger att han var bondson från Nygård. Enligt påkriften på hans kista var han dock född i Nyköping. Efter universitetsstudier ägnade han sig några år åt läraryrket och tjänstgjorde som rektor i Nyköping och som lektor i Strängnäs. Sedan han hade varit sekreterare i Gustav II Adolfs kabinett, utnämndes han 1634 till häradshövding. Han adlades 1638 med namnet Silfverstierna. 
En av drottning Kristinas efterträdare utnämnde honom till hovråd och han medverkade vid diverse förhandlingar.
Silfverstierna lät 1638 anlägga Stjärnholm och köpte 1651 herrgården Klastrup  i Eldsberga socken, Hallands län. Sedan fastigheten 1653 ödelagts genom åskeld, anlade han en ny huvudgård i närheten av den förra och gav den namnet Stjernerup, sedermera Stjernarp.